# Энергетика Владимирской области
Энергетика Владимирской области — сектор экономики региона, обеспечивающий производство, транспортировку и сбыт электрической и тепловой энергии. По состоянию на конец 2020 года, на территории Владимирской области эксплуатировались пять тепловых электростанций общей мощностью 608,9 МВт. В 2020 году они произвели 1931 млн кВт·ч электроэнергии. Особенностью энергетики региона является резкое доминирование одной станции, Владимирской ТЭЦ-2, обеспечивающей 99 % выработки электроэнергии

## История
Первая электростанция в Владимирской области была введена в эксплуатацию в 1900 году на прядильно-ткацкой фабрике Нечаева-Мальцева, её оборудование включало три генератора мощностью по 35 кВт, приводимых в действие паровой машиной. Первая электростанция общего пользования была пущена во Владимире в 1908 году, ее оборудование включало в себя два дизель-генератора мощностью 35 кВт и 75 кВт, вырабатывавших постоянный ток напряжением 220 вольт. К 1922 году мощность станции довели до 375 кВт. В 1908 году была введена в эксплуатацию электростанция общего пользования мощностью 40 кВт в Вязниках, а в 1917 году — в Юрьев-Польском. Помимо этого, небольшие электростанции устанавливали для своих нужд отдельные предприятия и частные лица. В частности, электростанция с турбогенератором мощностью 2500 кВт обеспечивала энергоснабжение Камешковской фабрики, в 1909 году электростанцию для освещения своей усадьбы построил граф Храповицкий. Всего к 1917 году в регионе работало более десяти энергоустановок, большая часть из них, общей мощностью более 8000 кВт, обеспечивали энергоснабжение фабрик.
В 1918—1921 годах небольшие электростанции появились в Судогде, Муроме, Александрове, Суздале, Переславле-Залесском, Киржаче, был заново электрифицирован со строительством более мощной электростанции Юрьев-Польский, началась электрификация сельской местности. В 1925 году к предприятиям Гусь-Хрустального была проложена линия электропередачи напряжением 35 кВ от расположенной в Московской области Шатурской ГРЭС.
Первой крупной электростанцией Владимирской области стала работавшая на торфе Владимирская ТЭЦ-1, строительство которой было начато в соответствии с планом ГОЭЛРО в 1926 году. Её первый турбоагрегат мощностью 2,5 МВт был пущен в 1928 году. Станция неоднократно расширялась, достигнув мощности 14 МВт в 1950 году, после монтажа вывезенного из Германии оборудования. Владимирская ТЭЦ-1 эксплуатировалась до 2005 года. В 1929 году район Вязников стал обеспечиваться электроэнергией по ВЛ 110 кВ от Нижегородской ГРЭС, в 1932 году Ковров был запитан по ВЛ 110 кВ от Ивановской ГРЭС, в 1934 году от московской энергосистемы стал получать электроэнергию Киржач. В том же году после строительства линии электропередачи Владимир — Ковров Владимирская ТЭЦ-1 и город Владимир были соединены с Горьковской и Ивановской энергосистемами. В 1940 году было начато строительство двух гидроэлектростанций на реке Клязьме, Владимирской мощностью 9 МВт и Ковровской мощностью 19,5 МВт, прекращённое после начала Великой Отечественной войны и более не возобновлявшееся.
В 1946 году после строительства линии электропередачи Гусь-Хрустальный — Ковров Владимирская область вошла в состав формирующейся единой энергосистемы Центра. В послевоенные годы была развернута большая работа по электрификации сельских населенных пунктов, первоначально путём строительства небольших изолированно работающих электростанций (тепловых и малых ГЭС), которых к 1950 году было построено более 200. Крупнейшей из гидроэлектростанций (которых в регионе было более 60) являлась Заполицкая ГЭС на реке Нерль, введённая в эксплуатацию в 1953 году. С середины 1950-х годов начинается процесс подключения сельских районов к централизованному энергоснабжению с одновременным выводом из эксплуатации малоэффективных небольших станций, завершённый в 1967 году.
В 1958 году было начато строительство крупнейшей электростанции региона, Владимирской ТЭЦ-2, первый турбоагрегат которой пустили в 1962 году. Станция возводилась в три очереди, строительство первой завершили в 1964 году, второй в 1982 году и третьей в 1995 году. В 1983 годы энергетика Владимирской области была выделена из Ивановской энергосистемы и вошла в состав районного энергетического управления (РЭУ) «Владимирэнерго». Наиболее значительным событием в постсоветской истории энергетики Владимирской области стал ввод в эксплуатацию в 2014 году парогазового энергоблока на Владимирской ТЭЦ-2.

## Генерация электроэнергии
По состоянию на конец 2020 года, на территории Владимирской области эксплуатировались пять тепловых электростанций общей мощностью 608,8 МВт. Это Владимирская ТЭЦ-2, занимающая доминирующее положение в энергосистеме региона, а также четыре электростанции промышленных предприятий: ГПЭС АО «КЭМЗ», Мини-ТЭЦ ЗАО «Радугаэнерго», Мини-ТЭЦ ЗАО «Символ», Мини-ТЭЦ ООО «Раско».

### Владимирская ТЭЦ-2
Расположена в г. Владимире, основной источник теплоснабжения города. Крупнейшая электростанция региона. Теплоэлектроцентраль смешанной конструкции, включает в себя паротурбинную часть, парогазовый энергоблок и водогрейную котельную, в качестве топлива использует природный газ. Турбоагрегаты станции введены в эксплуатацию в 1972—2014 годах, при этом сама станция эксплуатируется с 1962 года. Установленная электрическая мощность станции — 596 МВт, тепловая мощность — 1176,1 Гкал/час. Фактическая выработка электроэнергии в 2020 году — 1911,4 млн кВт·ч. Оборудование паротурбинной части станции включает в себя четыре турбоагрегата, два мощностью по 80 МВт и два — по 100 МВт, а также семь котлоагрегатов. Парогазовый энергоблок включает в себя газотурбинную установку мощностью 173 МВт, котёл-утилизатор и паротурбинный турбоагрегат мощностью 63 МВт. Оборудование котельной включает один водогрейный котёл. Принадлежит ПАО «Т Плюс».

### Электростанции промышленных предприятий
На территории Владимирской области эксплуатируется четыре электростанции, обеспечивающие энергоснабжение отдельных промышленных предприятий (блок-станции):
- ГПЭС АО «КЭМЗ» — расположена в г. Коврове, обеспечивает энергоснабжение Ковровского электромеханического завода. Газопоршневая электростанция. Установленная электрическая мощность станции — 6 МВт, фактическая выработка электроэнергии в 2020 году — 19,1 млн кВт·ч. Оборудование станции включает в себя три газопоршневых агрегата мощностью по 2 МВт;
- Мини-ТЭЦ ЗАО «Радугаэнерго» — расположена в г. Радужный. Установленная электрическая мощность станции — 2,8 МВт;
- Мини-ТЭЦ ЗАО «Символ» — расположена в г. Курлово Гусь-Хрустального района, обеспечивает энергоснабжение стекольного завода. Установленная электрическая мощность станции — 1,03 МВт;
- Мини-ТЭЦ ООО «Раско» — расположена в п. Анопино Гусь-Хрустального района, обеспечивает энергоснабжение стекольного завода. Установленная электрическая мощность станции — 3,09 МВт.

## Потребление электроэнергии
Потребление электроэнергии в Владимирской области (с учётом потребления на собственные нужды электростанций и потерь в сетях) в 2020 году составило 6779 млн кВт·ч, максимум нагрузки — 1112 МВт. Таким образом, Владимирская область является энергодефицитным регионом. Функции гарантирующих поставщиков электроэнергии выполняют ООО «Энергосбыт Волга» и АО «Владимирские коммунальные системы».

## Электросетевой комплекс
Энергосистема Владимирской области входит в ЕЭС России, являясь частью Объединённой энергосистемы Центра, находится в операционной зоне филиала АО «СО ЕЭС» — «Региональное диспетчерское управление энергосистемы Владимирской области» (Владимирское РДУ). Энергосистема региона связана с энергосистемами Тверской области по одной ВЛ 750 кВ, Московской области по двум ВЛ 500 кВ и одной ВЛ 220 кВ, Костромской области по одной ВЛ 500 кВ, Нижегородской области по двум ВЛ 500 кВ и одной ВЛ 220 кВ, Ивановской области по одной ВЛ 220 кВ, Ярославской области по одной ВЛ 220 кВ.
Общая протяженность линий электропередачи напряжением 35—750 кВ составляет 5334,8 км, в том числе линий электропередачи напряжением 750 кВ — 134,5 км, 500 кВ — 557,5 км, 220 кВ — 690,8 км, 110 кВ — 2199 км, 35 кВ — 1753 км. Магистральные линии электропередачи напряжением 220—750 кВ эксплуатируются филиалом ПАО «ФСК ЕЭС» — «Вологодское ПМЭС», распределительные сети напряжением 110 кВ и ниже — филиалом ПАО «МРСК Центра и Приволжья» — «Владимирэнерго».